# جان پی. استاکتون
جان پی. استاکتون (به انگلیسی: John Potter Stockton) سناتور سابق عضو حزب دموکرات ایالات متحده آمریکا بود. وی در سال ۱۸۶۵ تا ۱۸۶۶ و ۱۸۶۹ تا ۱۸۷۵ میلادی سناتور ایالت نیوجرسی در سنای ایالات متحده آمریکا بود.